# Saint-Pierre, Réunion
Saint-Pierre là một xã thuộc tỉnh Réunion.